# Fauzi Bowo

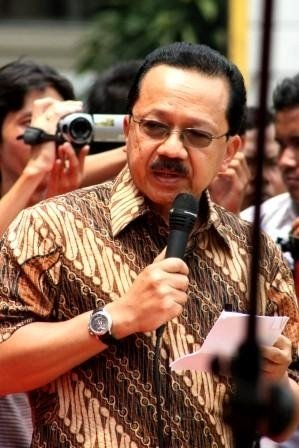
Fauzi Bowo

Fauzi Bowo (* 10. April 1948 in Jakarta) ist ein indonesischer Politiker. Er war von Oktober 2007 bis Oktober 2012 Gouverneur von Jakarta.
Zwischen 19. Februar 2014 und Mai 2018 war er Botschafter Indonesiens in der Bundesrepublik Deutschland.

## Karriere

### Aufstieg
Bowo studierte von 1968 bis 1976 an der Technischen Universität Braunschweig Architektur.
Seit 1987 arbeitete Bowo in der Verwaltung von Jakarta. Außerdem war er von 1993 bis 1997 Schatzmeister in der Golkar-Partei.
Im Jahr 1999 reichte Fauzi im Fachbereich Architektur / Bauingenieurwesen (Raum- und Umweltplanung) an der Universität Kaiserslautern seine Dissertation ein. 2000 promovierte er mit „cum laude“ zum Dr.-Ing.
Vor 2007 war Bowo Vizegouverneur von Jakarta.

### Gouverneur
In den Wahlen im August 2007 setzte er sich gegen seinen einzigen Rivalen, Adang Daradjatun, durch und wurde zum Gouverneur von Jakarta gewählt. Fauzi wurde von 20 nationalistischen und säkularen Parteien, darunter PDI-P, Golkar und PD, unterstützt. Adang erhielt nur von der islamischen PKS Unterstützung. Es waren die ersten Wahlen zum Gouverneur von Jakarta.